# Museu Antropológico da Universidade Federal de Goiás
O Museu Antropológico da Universidade Federal de Goiás (UFG) é um museu brasileiro, localizado em Goiânia, e pertencente a respectiva universidade.
Inaugurado em 1970, o museu é um espaço aberto ao público em exposições, é também utilizado para aulas laboratoriais de cursos como Museologia. O projeto é destinado para a "coleta, inventário, documentação, preservação, segurança, exposição e comunicação de seu acervo". O seu acervo é formado por artefatos minerais e animais. Depois disso, o museu foi reformado em meados de 1994.